# Micrura bella
Micrura bella är en djurart som tillhör fylumet slemmaskar, och som först beskrevs av William Stimpson 1857.  Micrura bella ingår i släktet Micrura och familjen Lineidae. Inga underarter finns listade i Catalogue of Life.